# Sokolluzade Lala Mehmed Paša
Sokolluzade Lala Mehmed Paša (16. století? - 21. června 1606 Istanbul) byl osmanský státník pocházející z Bosny. Byl nejspíše bratrancem Mehmeda Paši Sokoloviće a sloužil jako vychovatel (lala) prince, který byl následníkem trůnu. V letech 1604-06 byl velkovezírem Osmanské říše.